# Bandera de Mollet del Vallès
La bandera oficial de Mollet del Vallès té la següent descripció:
| «                                                                                          | Bandera apaïsada de proporcions dos d'alt per tres de llarg, dividida horitzontalment en tres faixes; la primera d'una meitat de l'ample de la bandera blanca, amb un moll de l'escut de color vermell, situat al cantó, separat dels costats de la tela per una distància d'un novè del llarg d'aquesta i d'una amplada d'un terç d'aquest llarg; la segona d'un quart de l'ample de la bandera, vermella, i la tercera, de la mateixa amplada que la segona, blanca. | » |
| — Diari Oficial de la Generalitat de Catalunya. Núm. 1338 (3 de setembre de 1990), p. 4142 | |   |

Va ser aprovada el 8 d'agost de 1990 i publicada al DOGC el 3 de setembre del mateix any amb el número 1338.

## Simbologia
El moll és un senyal parlant tradicional.